# Converdyn
Converdyn är ett amerikanskt samriskföretag mellan konglomeratet Honeywell och kärnteknik- och försvarskoncernen General Atomics, vars uppgift är att producera och leverera uranhexafluorid (UF6) till kärnkraftverk i Asien, Europa och Nordamerika.

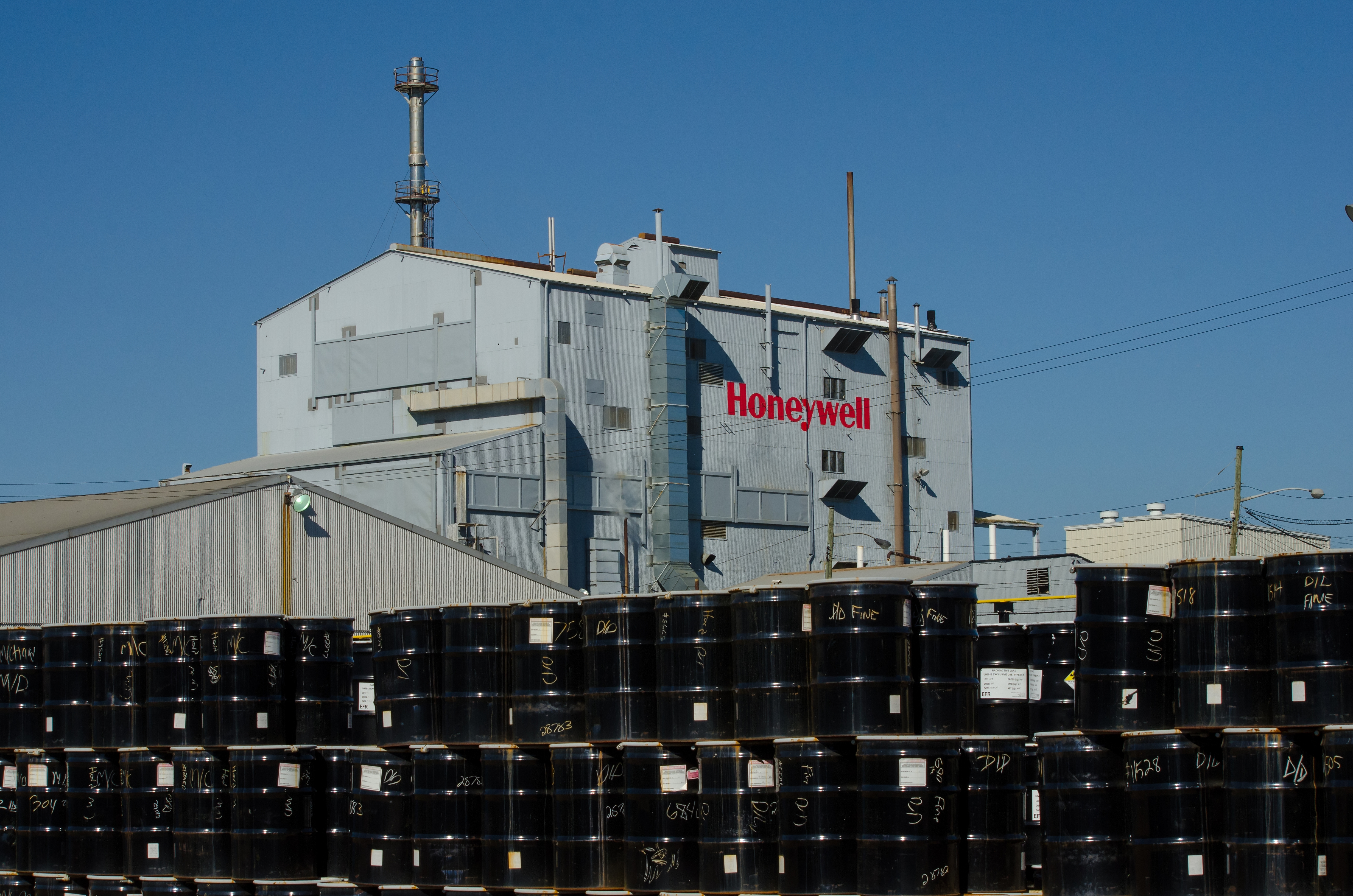
Honeywell's Metropolis Works.

Deras produktionsanläggning Honeywell's Metropolis Works ligger i Metropolis i Illinois och är den enda av sitt slag i USA. Den producerar årligen omkring 15 000 ton UF6, det är nästan 20% av världsmarknaden.
Mellan 1970 och 1992 fanns det två produktionsanläggningar av UF6 i USA, den i Metropolis och ägdes av Alliedsignal, Inc. och en i Gore i Oklahoma och ägdes av General Atomics dotterbolag Sequoyah Fuels Corporation. Den i Gore var kraftigt kritiserad av myndigheten Nuclear Regulatory Commission (NRC) och lokalbefolkningen. År 1992 inledde Alliedsignal och General Atomics förhandlingar och man kom överens om att avveckla anläggningen i Gore och att starta ett samriskföretag med 50% vardera av vinstandelen. År 1999 fusionerades Alliedsignal med Honeywell och det nya fusionerade företaget fortsatte att ha samarbetet med General Atomics intakt.
Huvudkontoret ligger i Greenwood Village i Colorado.